# کلونیا تووار
کلونیا تووار (به اسپانیایی: Colonia Tovar) یک شهرداری در ونزوئلا است که در ایالت آراگوآ واقع شده‌است. کلونیا تووار ۲۵۰ کیلومتر مربع مساحت و ۲۱٬۰۰۰ نفر جمعیت دارد و ۱٬۸۰۰ متر بالاتر از سطح دریا واقع شده‌است.

## خواهرخوانده
شهرهای نایروبی، Pozuzo، هلن، جورجیا، بلومنائو، اندینگن آم کایزراشتول، ماراکای، پاساو، ولیکو ترنوو، Altagracia de Orituco, Oxapampa, Tovar و شهرستان ولیکو ترنوو خواهرخوانده‌های کلونیا تووار هستند.

## نگارخانه

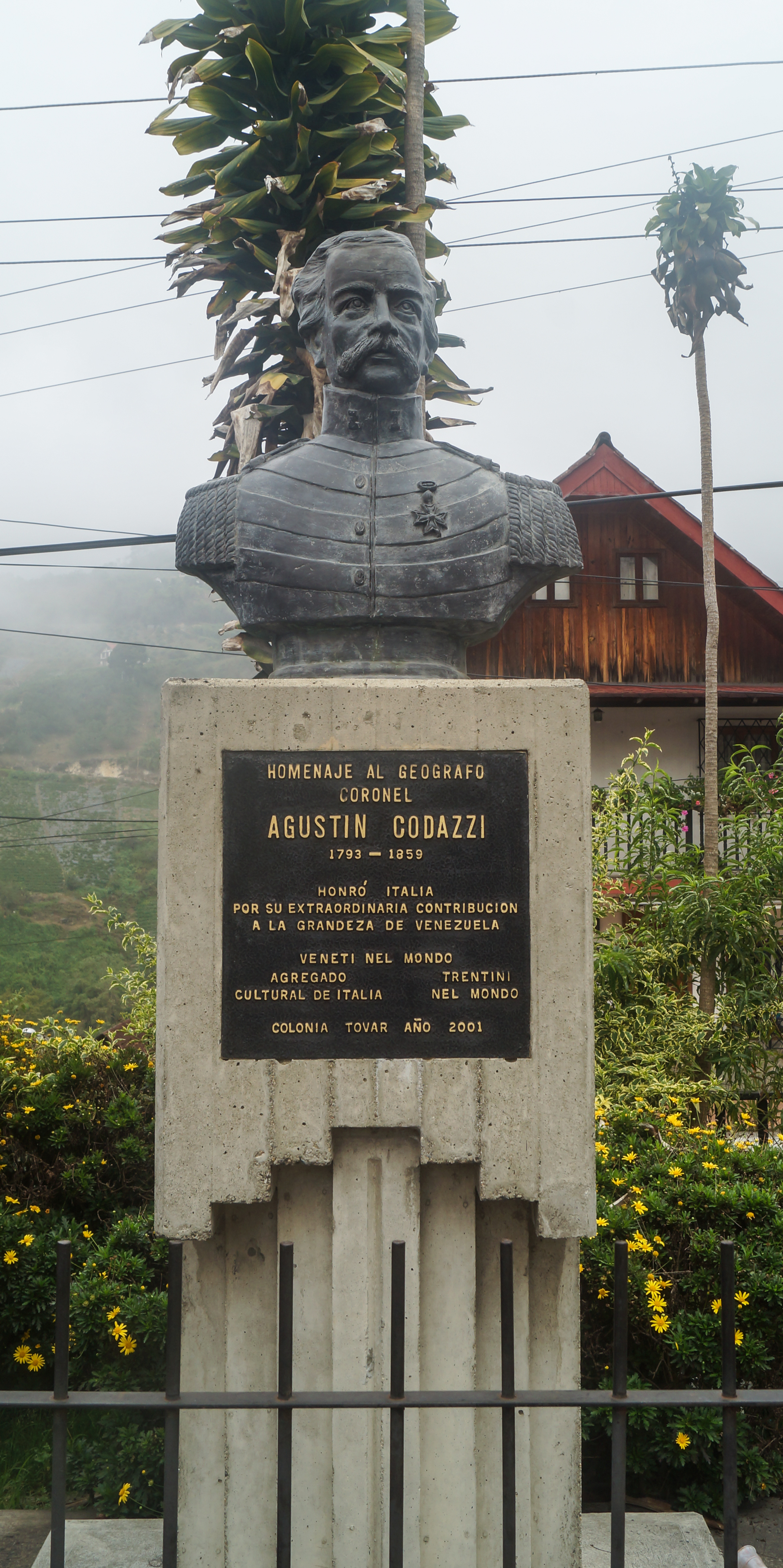